# Данило Дажбогович Задеревецький
Данило Дажбогович Задеревецький також Задеревицький (нар. ? — пом. після 22 квітня 1424 чи 1427) — руський шляхтич гербу Корчак, галицький (1401) та жидавчівський староста.

## Життєпис
1371 року володів принаймні одним власним селом – Задеревачем, отримавши в подальшому спочатку від королеви Єлизавети села Лисовичі, Дирин та Григорів, які межували з його маєтностями (1371 р.).
Від короля Ягайла 29 червня 1394 року отримав села Чагрів (Czachrowo), Загвіздя (Zahwozdzie) і Журів (Dziurow) з трьома присілками у Галицькому і Жидачівському повітах з умовою військової служби в два списи і десять стрільців.
Грамота про цю подію є першою згадкою про низку населених пунктів Івано-Франківської та Львівської областей - Колоколин, Михальків, Черемхів, Княжа Лука, Пилипова Руда (сторінка 123-125 видання Грамоти XIV ст. Пам'ятки української мови. / Упорядкування, вступна стаття, коментарі і словники-покажчики М. М. Пещак. — Київ: Наукова думка, 1974. — 219 с.) та інші.
У 1415 році Данило Задеревецький згаданий як свідок у ерекційному документі (видавалася землевласником і довічно закріплювала за церквою земельні угіддя та інші права), яким засновано жидачівський костел.
Данило Дажбогович Задеревицький імовірно помер після 22 квітня 1424 чи 1427 року.

## Сім'я
Був одружений з невідомою на ім'я жінкою. від неї мав синів: 
- Дмитро з Журова (†після 1450 р.) — одружений з Юрковською гербу Гримала, сестрою Павла
- Невідомий на ім'я син, який на думку А. Бонецького взяв своїм уділом Чагрів. Після його смерті село отримала дочка, ймовірно одружена з Івашком Чагрівським, стрийом і опікуном внуків Дмитра Даниловича у 1462 р.